# Movimento dell'arte Femminista negli Stati Uniti

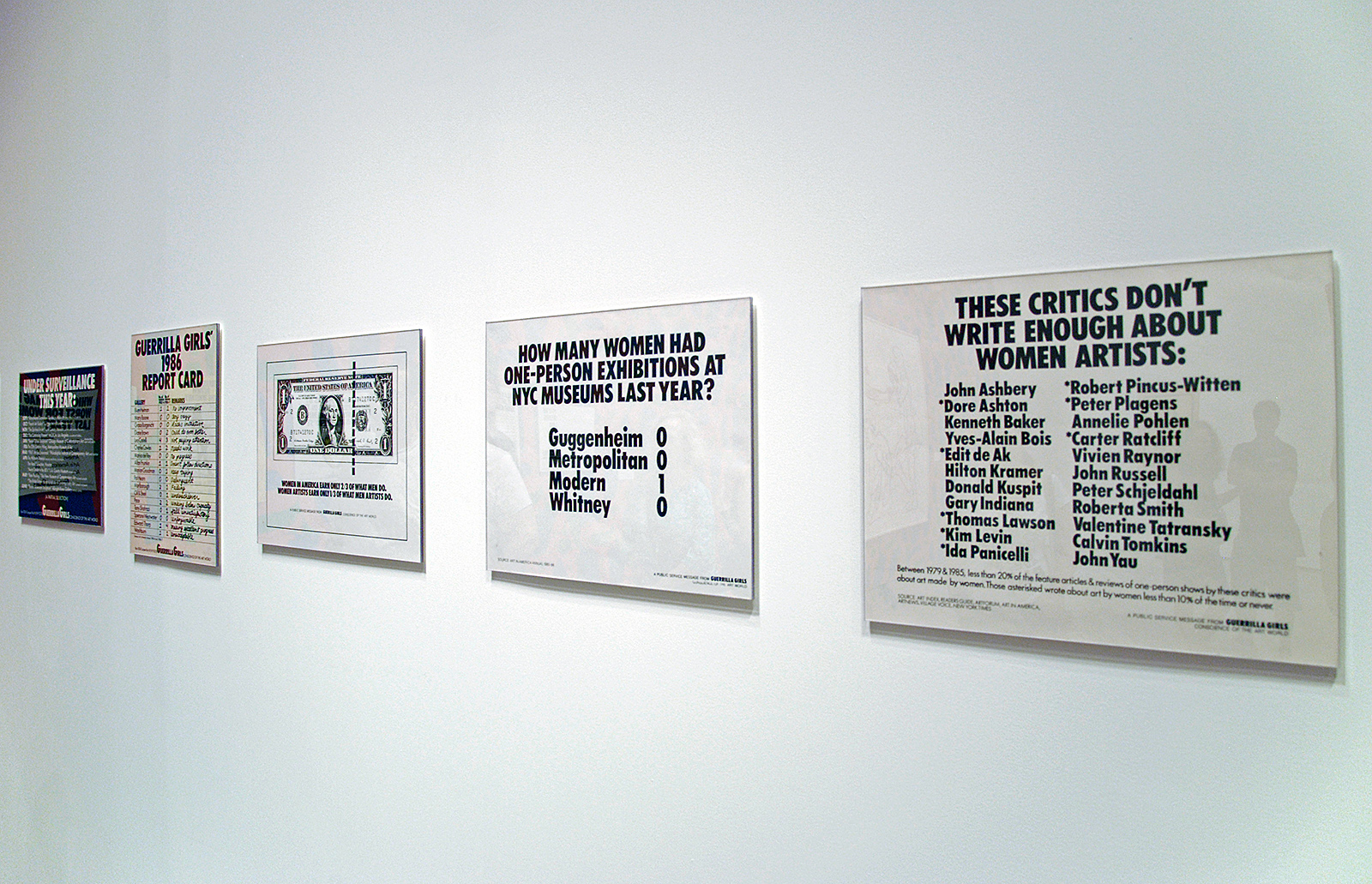
Guerilla girls exhibit, Museum of Modern Art (MoMA)

Il movimento dell'arte femminista negli Stati Uniti nasce negli inizi degli anni settanta e cerca di promuovere lo studio, la creazione, la comprensione e promozione dell'arte prodotta da donne.

## Storia
La prima generazione di artiste femministe include Judy Chicago (che conia il termine arte femminista), Suzanne Lacy, Judith Bernstein, Sheila de Bretteville, Mary Beth Edelson, Carolee Schneeman, e Rachel Rosenthal. Loro fanno parte del movimento dell'arte femminista negli Stati Uniti dagli inizi degli anni settanta per sviluppare l'arte e la scrittura femminista. Il movimento si diffonde rapidamente attraverso gli entrambi musei protestanti di New York (maggio 1970) e Los Angeles (giugno 1971), tramite i primi network chiamati W.E.B. (West-East Bag) che hanno diffuso notizie d'arte femminista dal 1971 al 1973 in un bollettino nazionale, e a conferenze come la Conferenza Di Artiste Della Costa Occidentale tenuto all'Istituto d'Arte della California (21-23 gennaio, 1972) e alla Conferenza sulle Donne nell'Arte Visiva, alla Corcoran School of Art a Washington D.C. (20-22 aprile, 1972).